# Serum-Depot Deutschland
Der Verein Serum-Depot Deutschland e. V. (SDD) ist ein gemeinnütziger Verein, der zum Schutz der mit der Pflege von Giftschlangen beauftragten Personen Antiserum vorhält. Darüber hinaus kümmert er sich um die sach- und artgemäße Haltung von Gifttieren sowie um die Nützlichkeit von Gifttieren in der Medizin, Pharmakologie und Biologie.
1982 gegründet als Serum-Depot Berlin e. V., war es zunächst ein lokaler Zusammenschluss von einigen Berliner Giftschlangenhaltern. Inzwischen ist der Verein deutschlandweit und im benachbarten Ausland tätig. Mitglieder sind sowohl Privatpersonen als auch öffentliche Einrichtungen, wie das Fraunhofer IME Gießen, das Senckenberg-Museum in Frankfurt a. M. sowie Zoos in Deutschland und in mehreren Ländern Europas. Seit 2015 ist der Zoologe und Neurobiologe Guido Westhoff (* 1969) Vorsitzender des Vereins.
Der Verein arbeitet mit allen Giftinformationszentralen Deutschlands zusammen. Weiterhin besteht enge Zusammenarbeit mit der Deutschen Gesellschaft für Herpetologie und Terrarienkunde und dem Sachkundenachweis DGHT/VDA. Auch die Feuerwehren in Deutschland arbeiten mit dem SDD zusammen.
Außerdem gibt es eine Einkaufskooperation mit dem Serum-Depot Schweiz.
Es werden (Stand 2024) vier Depots in Deutschland unterhalten, so dass die Serenverfügbarkeit innerhalb kürzester Zeit im Rahmen der notfallmedizinischen Behandlung gewährleistet ist. In diesen Depots werden ständig 300 bis 400 Sereneinheiten vorgehalten. Über eine durchgehend besetzte Hotline kann bei Bedarf ein Beraterteam aus Ärzten und weiteren Sachverständigen erreicht werden, die im Bissfall helfen und gegebenenfalls das nötige Serum bereitstellen.
Trotz geringer medialer Präsenz sind Berichte über die Versorgung von Notfallpatienten mit den speziellen Antiveninen aus den Beständen des es Serum-Depots bekannt.